# Tesero
Tesero (deutsch veraltet Teser im Fleimstal) ist eine italienische Gemeinde (comune) mit 2996 Einwohnern (Stand 31. Dezember 2023) in der Provinz Trient, Region Trentino-Südtirol. Sie gehört zur Talgemeinschaft Comunità territoriale della Val di Fiemme. 

## Geografie
Der Ort liegt auf 1000 m s.l.m. auf der orographisch rechten Seite des Fleimstals oberhalb des Talbodens an der Mündung des vom Rio Stava durchflossenen Stava-Tals in das Fleimstal. Tesero erstreckt sich zu Füßen der zu den Fleimstaler Alpen gehörenden Monti Cornacci 2166 m. 
Im Talboden des Fleimstals liegt südlich die Fraktion Lago mit dem Skilanglaufzentrum Lago di Tesero.  Die beiden anderen Ortsteile Stava und das zu Füßen der Latemar-Gruppe gelegene Skigebiet Alpe di Pampeago liegen beide nördlich von Tesero im Stava-Tal. Im Norden grenzt das Gemeindegebiet direkt an die Südtiroler Gemeinde Deutschnofen, die über den Passo di Pramadiccio (1413 m) und das Lavazèjoch (1808 m) erreicht werden kann. Weitere Nachbargemeinden sind Predazzo, Varena, Panchià, Cavalese und Pieve Tesino.

## Geschichte
Tesero gehört zu der im 12. Jahrhundert gegründeten Talgemeinde Fleims. Zwischen 1918 und 1963 besaß der Ort eine Station an der Fleimstalbahn. 1985 war der Ort von dem folgenschweren Tesero-Dammbruch mit 268 Todesopfern betroffen.

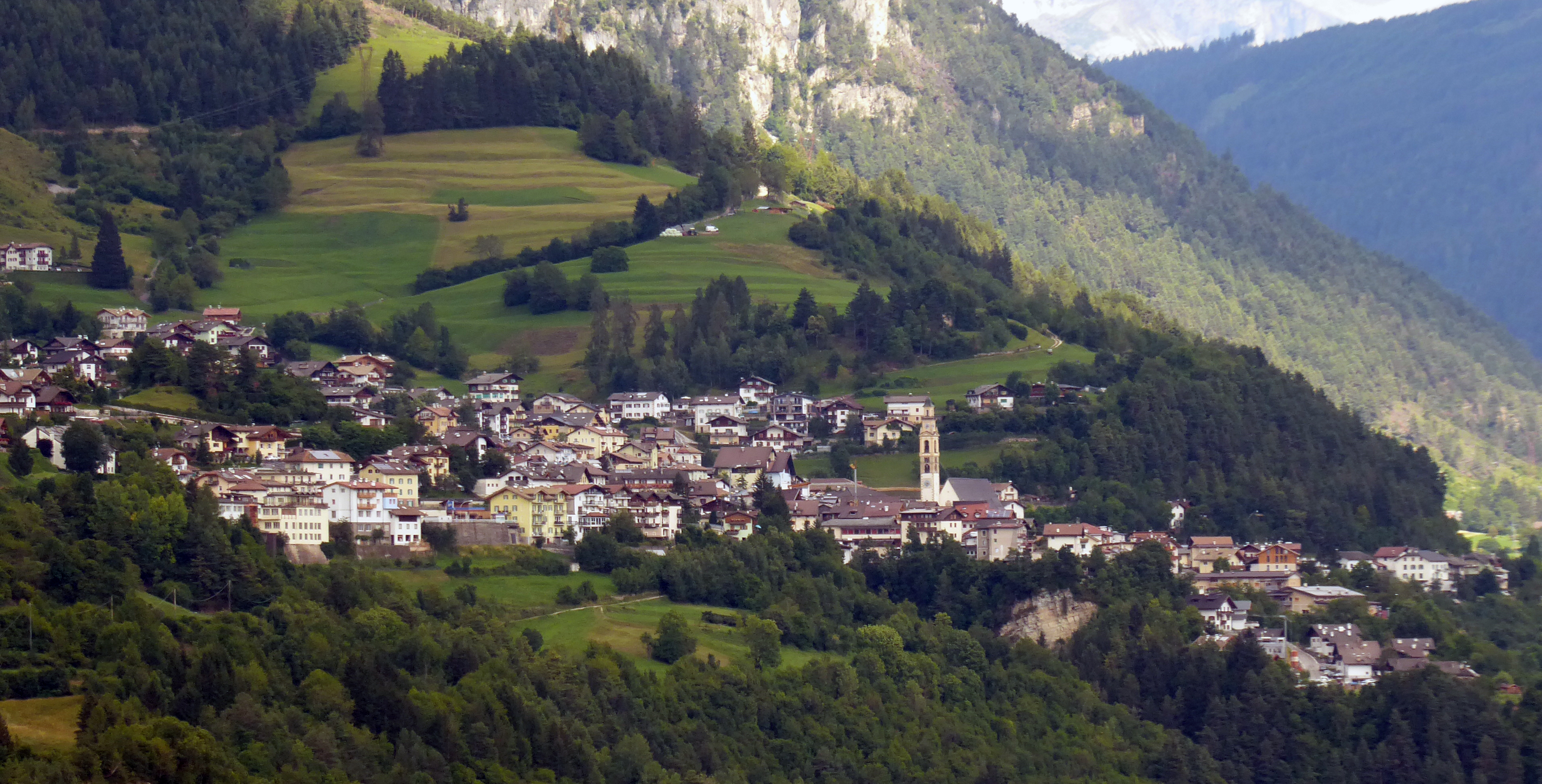
Tesero
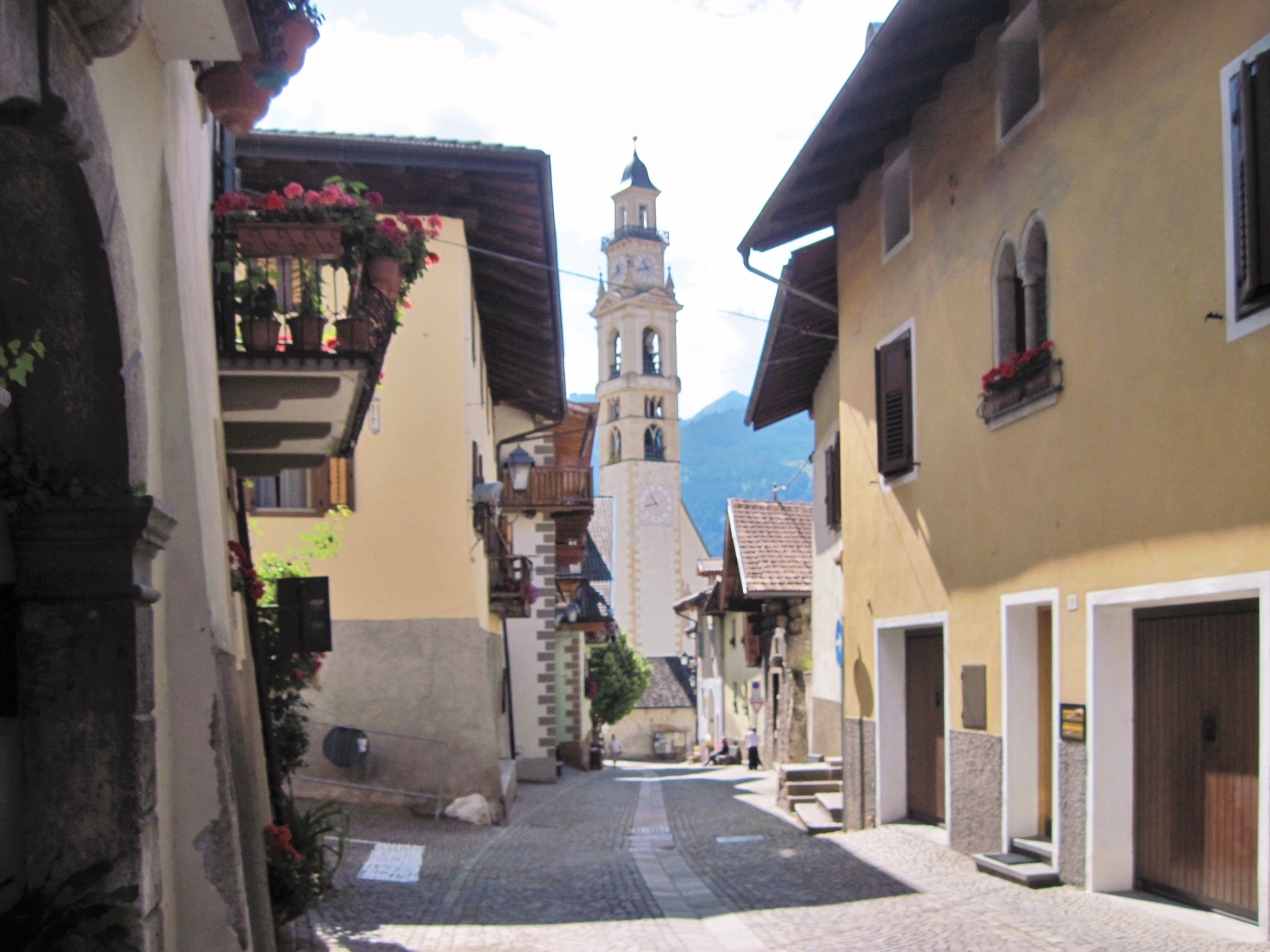
Ortskern mit Pfarrkirche Sant’Eliseo
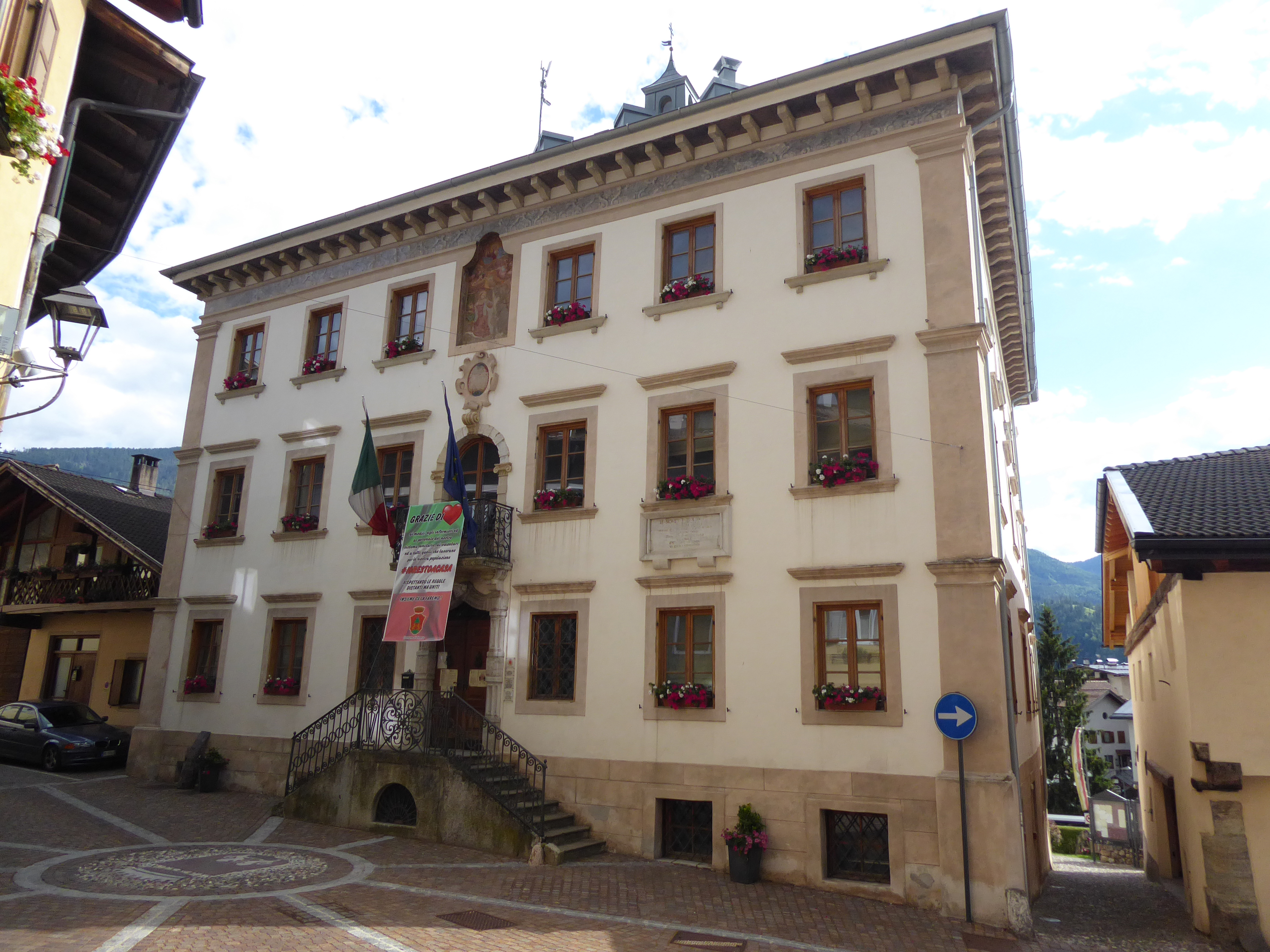
Rathaus
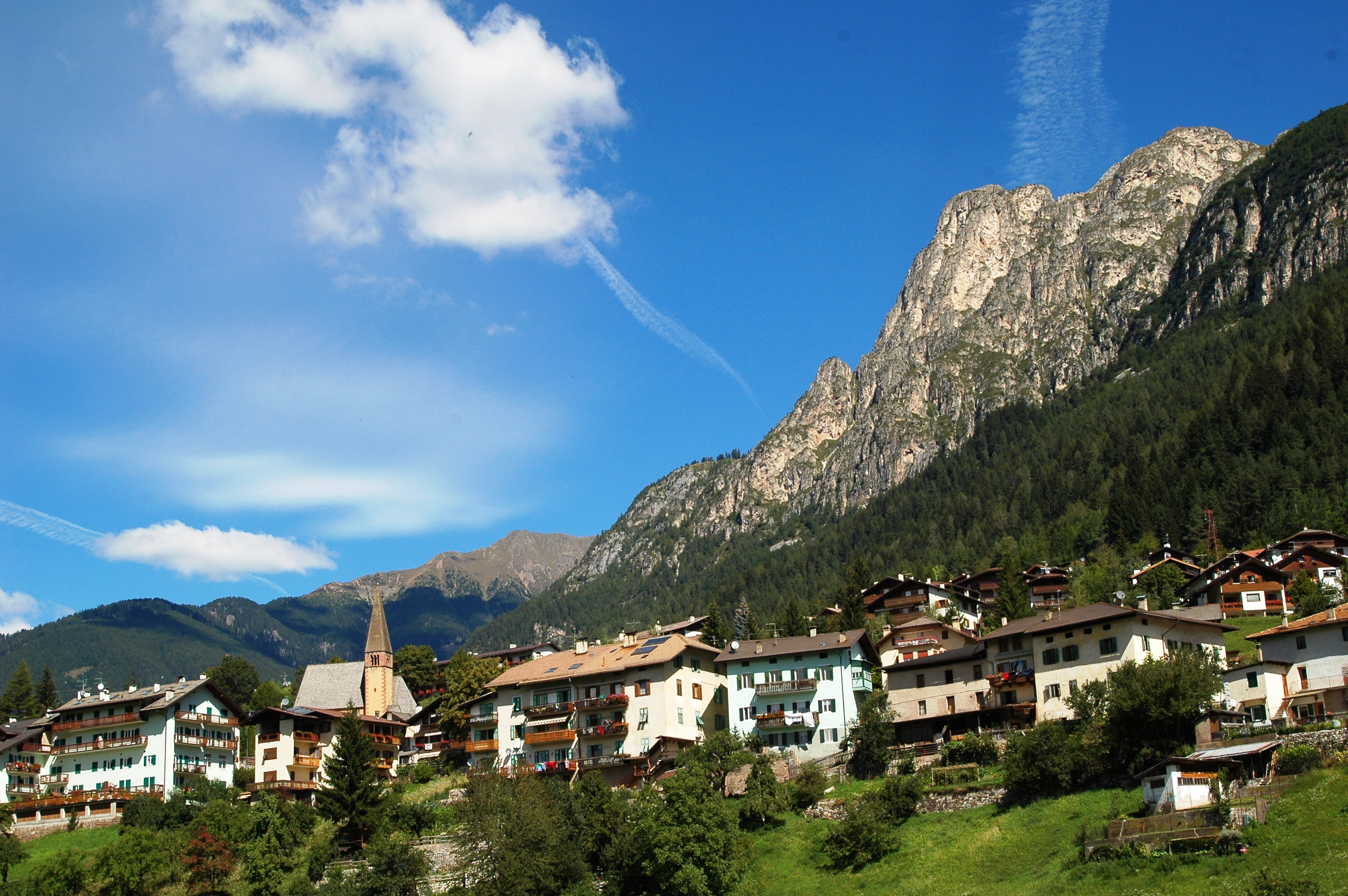
Blick Richtung Proprian und den Monti Cornacci
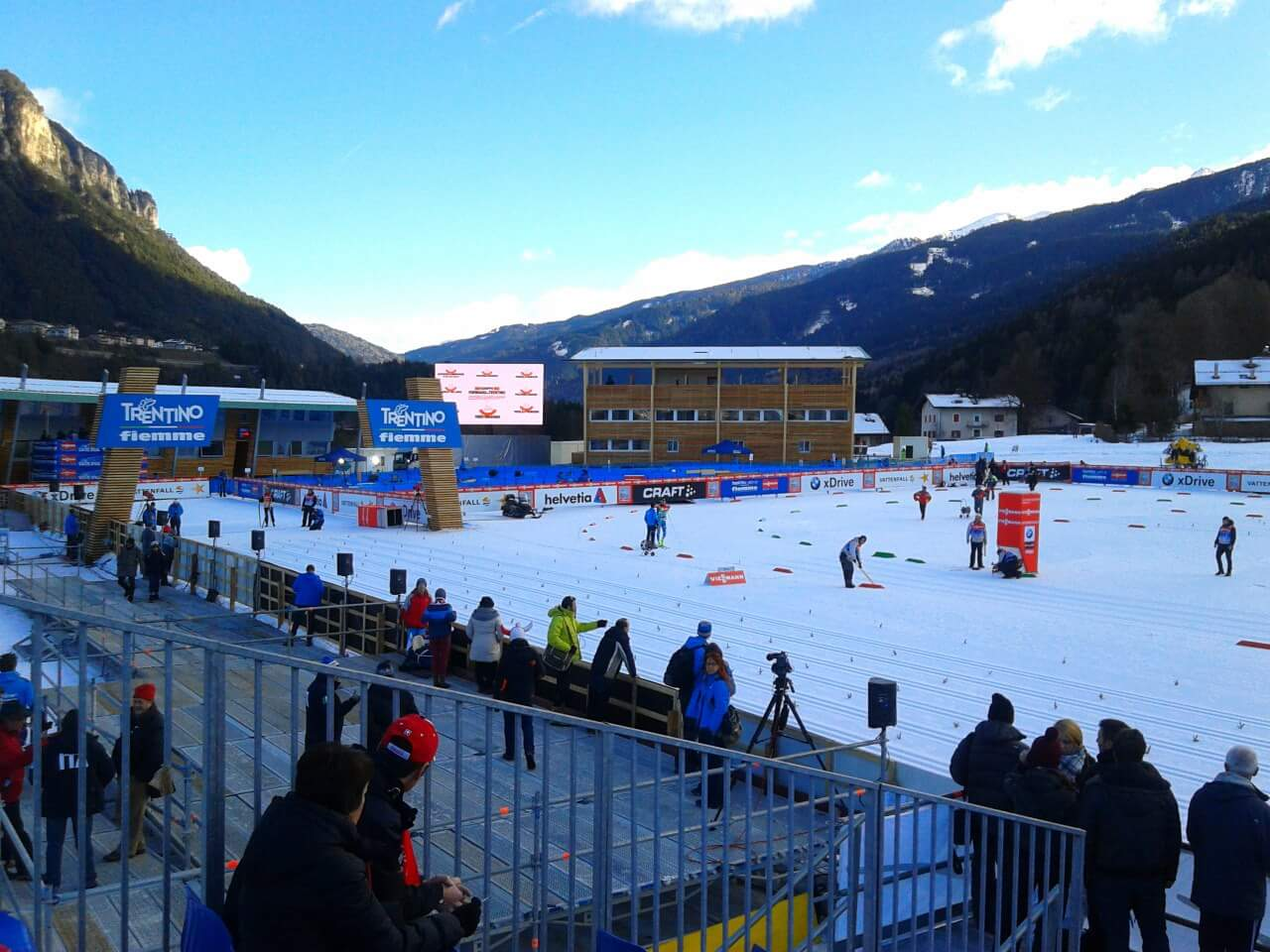
Skilanglaufzentrum Lago di Tesero